# Вішовате
Вішовате (пол. Wiszowate) — село в Польщі, у гміні Грабово Кольненського повіту Підляського воєводства.
Населення — 129 осіб (2011).
У 1975-1998 роках село належало до Ломжинського воєводства.

## Демографія
Демографічна структура станом на 31 березня 2011 року:
|          | Загалом | Допрацездатний вік | Працездатний вік | Постпрацездатний вік |
| -------- | ------- | ------------------ | ---------------- | -------------------- |
| Чоловіки | 65      | 12                 | 47               | 6                    |
| Жінки    | 64      | 22                 | 26               | 16                   |
| Разом    | 129     | 34                 | 73               | 22                   |